# 沃希托鎮區 (阿肯色州布拉德利縣)
沃希托鎮區（英語：Ouachita Township）是位於美國阿肯色州布拉德利縣的一個行政鎮區。

## 地方資料
沃希托鎮區的面積為59.92平方千米，當中陸地面積為59.92平方千米，而水域面積為0.00平方千米。根據2010年美國人口普查的數據，當地共有人口215人，而人口密度為每平方千米3.59人。